# Elettrojoyce (1999)
Elettrojoyce  è il secondo disco degli Elettrojoyce, pubblicato da Epic - Sony BMG nel 1999.

## Tracce
1. (Scorrete mie lacrime disse il) poliziotto - 3:50
2. Girasole - 3:57
3. Licenziare - 2:56
4. Aliante - 4:19
5. Segnali - 3:54
6. Mediana - 4:34
7. Amanti volanti - 3:47
8. H.h.l. - 4:57
9. Carne - 3:35
10. Aeroporti - 4:15
11. Noguru - 3:44
12. Festa mobile - 3:45
13. (Sarebbe accaduto in) aprile - 5:04
14. Outro - 1:08

## Clip
1. Licenziare
2. Segnali

## Formazione
Filippo Gatti, Andrea Salvati, Stefano Romiti e Fabrizio D'Armini.